# Procesiones fálicas

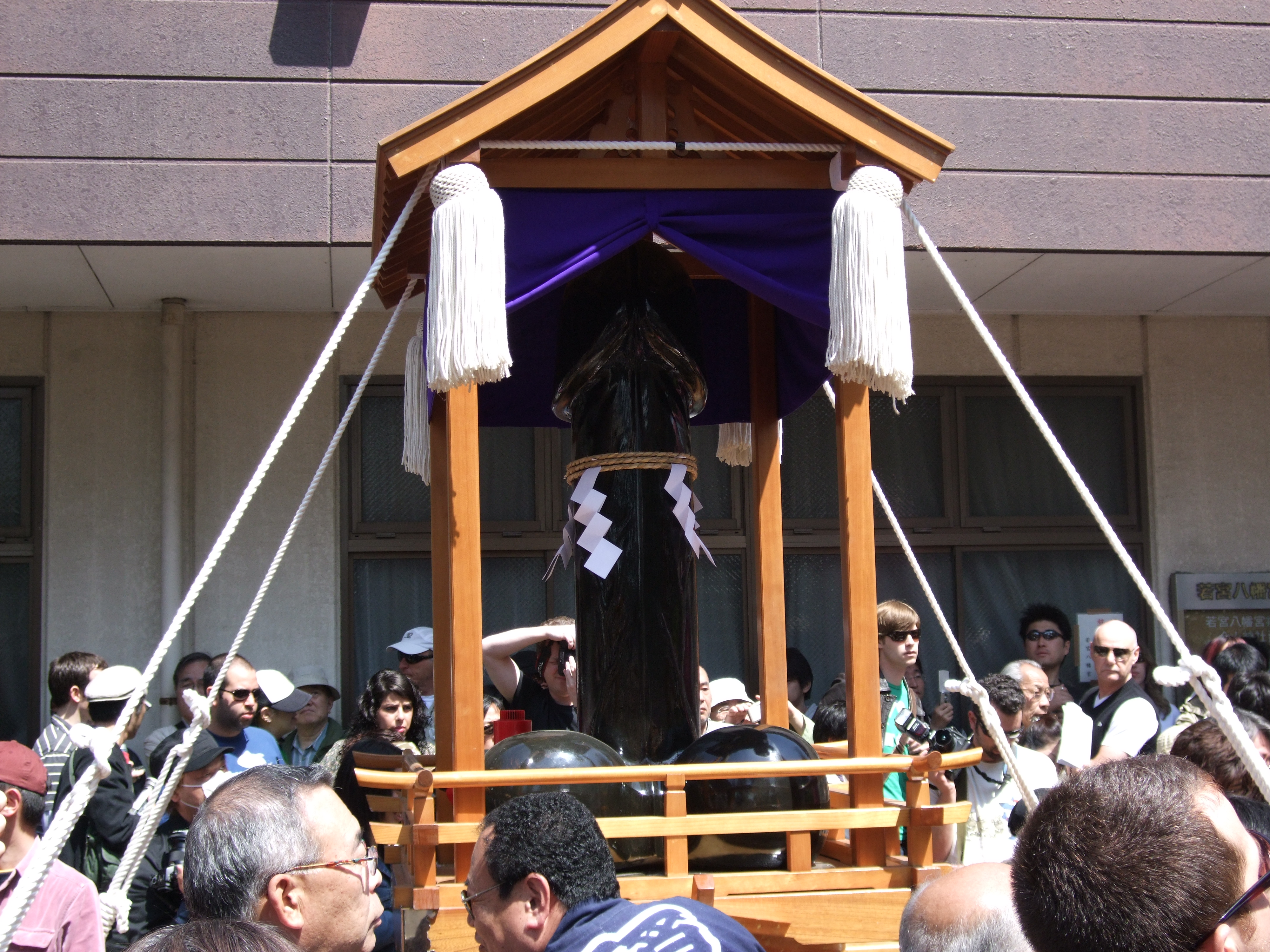
Procesión de Kanamara Matsuri en Kawasaki (Japón)

Las procesiones fálicas o faloforias son celebraciones públicas caracterizadas por la presencia de un falo, una representación de un pene humano en erección.

## Antigua Grecia
Llamadas phallika en la antigua Grecia, estas procesiones eran una característica común de las celebraciones dionisíacas; se caracterizaron por las obscenidades y el abuso verbal. La exhibición de un falo fetichizado era una característica común.  En un famoso pasaje del capítulo 4 de la Poética, Aristóteles formuló la hipótesis de que las primeras formas de comedia se originaron y evolucionaron a partir de "los que encabezan las procesiones fálicas", que todavía eran comunes en muchas ciudades de su época.

### Grecia moderna
La ciudad de Tírnavos celebra anualmente un evento fálico tradicional en los primeros días de Cuaresma.
En agosto de 2000, para promover una producción de la comedia de Las nubes de Aristófanes, se organizó una procesión fálica tradicional griega, con un desfile con un falo de casi 8 metros de longitud desfilado con acompañamiento de música balcánica. La representación fue prohibida por el personal del Festival de Edimburgo.[cita requerida]

## Roma
El festival romano de la Liberalia contemplaba la procesión de un gran falo como símbolo de fertilidad.

## Japón
Desfiles similares de origen sintoísta han sido durante mucho tiempo parte de las ricas tradiciones de los matsuri (festivales japoneses). Aunque la práctica ya no es común, algunas, como Kanamara Matsuri de Kawasaki y Hōnen Matsuri de Komaki, continúan hasta el día de hoy. Normalmente, el falo se coloca en un mikoshi, un santuario sintoísta portátil.